# Stumpfblättriges Laichkraut
Das Stumpfblättrige Laichkraut (Potamogeton obtusifolius) ist eine Pflanzenart aus der Gattung Laichkräuter (Potamogeton) innerhalb der Familie der Laichkrautgewächse (Potamogetonaceae). Diese Wasserpflanze ist auf der Nordhalbkugel weitverbreitet.

## Beschreibung

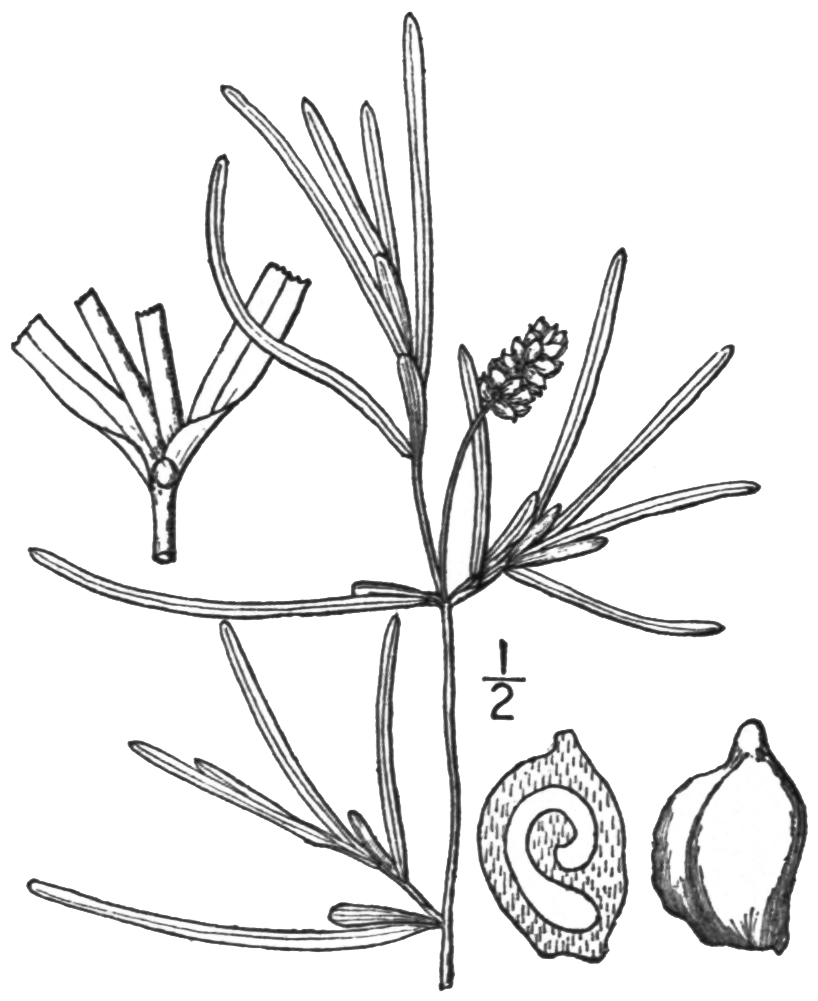
Illustration

Das Stumpfblättrige Laichkraut ist eine ausdauernde krautige Pflanze, die Wuchshöhen von 30 bis 50 Zentimetern erreicht. Sie hat ein kriechendes, etwa 1 mm dickes, stark verzweigtes Rhizom. Der Stängel ist zusammengedrückt, stumpfkantig und in der oberen Hälfte stark verzweigt. Die Laubblätter sind schmal, 2 bis 3,5 Millimeter breit, stumpf, bleichgrün bis rötlich, kaum durchsichtig und mit einem Mittelnerv und zwei bis selten vier undeutlichen Seitennerven versehen. Die oberen haben einen Ölglanz, sind mit einem Luftgewebe ausgestattet und schwimmen dadurch an der Wasseroberfläche. Die Blatthäutchen sind offen und eingerollt. 
Die Blütezeit des Stumpfblättrigen Laichkrautes reicht von Juni bis August. Der Blütenstandsschaft ist so lang wie die Ähre. Sechs bis acht Blüten stehen im etwa 1 Zentimeter langen, ährenförmigen Blütenstand dicht zusammen. Die dreizähligen Blüten sind etwa 1,5 Millimeter breit.
Die Früchtchen sind 3,5 Millimeter lang und 2 Millimeter breit, sie sind auf dem Rücken scharf gekielt, der Fruchtschnabel ist breit und sehr kurz.
Die Turionen sind spindelförmig, bis 4 cm lang und etwa 5 Millimeter breit, sie sind zur Blütezeit noch vorhanden.
Die Chromosomenzahl der Art ist 2n = 26.

## Vorkommen
Das Stumpfblättrige Laichkraut ist weltweit verbreitet und kommt hauptsächlich auf der Nordhalbkugel vor. In Europa erstreckt sich sein Verbreitungsgebiet im Süden von Nordspanien über das Zentralmassiv entlang dem Nordrand der Alpen bis Mazedonien und Bulgarien. Im Norden bis etwa 70° nördlicher Breite. In Osteuropa wird es zunehmend seltener.
Das Stumpfblättrige Laichkraut gedeiht am besten in basenreichen, nur mäßig stickstoffhaltigen, etwas sauren, kalkarmen Gewässern mit schlammig-humosen Böden. Es kommt in Hochmoorkolken, in Tümpeln und in Wiesenmooren vor, weniger häufig findet man es in Gräben. Es ist eine Charakterart des Verbands Potamogetonion.
In Mitteleuropa tritt es im Tiefland zerstreut auf, fehlt aber auch in größeren Gebieten; in den Mittelgebirgen, im Alpenvorland und in Niederösterreich ist es selten zu finden und fehlt auch dort in großen Gebieten; im Schweizer Jura tritt es nur vereinzelt auf. 
Da das Stumpfblättrige Laichkraut schwach saure Gewässer bevorzugt, hat es – obwohl es geringe Nitratbelastung erträgt – von Natur aus nur wenige ihm zusagende Standorte. Trotz seiner leichten Nitrattoleranz hat es im 20. Jahrhundert rund die Hälfte seiner vorher bekannten Standorte verloren.